# Viviers-du-Lac
Viviers-du-Lac é uma comuna francesa na região administrativa de Auvérnia-Ródano-Alpes, no departamento de Saboia. Estende-se por uma área de 3,94 km². Em 2010 a comuna tinha 2 309 habitantes (densidade: 586 hab./km²).